# ルイ＝シルヴェストル・ガス
ルイ＝シルヴェストル・ガス（Louis-Sylvestre Gass,1779年-1833年）は、イタリア人建築家。
イタリアのナポリに生まれる。若くしてパリに上京し、ボザールに入学、シャルクランに師事する。1799年に「エリセ」のテーマでローマ賞。ローマ留学をへて、その後ナポリ戻る。
ナポリでは市や国の公共建築を手がけ、カーポ・ティ・モンテの天文台（1819年）をはじめ、パラッツォ・ディ・ジャコモ、取引所（現代でいう市庁舎　1819年から1825年）、新公爵宮殿、パラッツォ・ディ・モンテミレットのファザードなど数多くの作品を残した。